# Victoria (Seychelles)
Victoria (anche Port Victoria o Mahé) è la capitale delle Seychelles, situata sul lato nord orientale dell'isola di Mahé.
Al 2002 la popolazione di Victoria è di 10 560 abitanti, che arrivano a 24 970 se si considera tutto il territorio della Greater Victoria.

## Economia
Le esportazioni principali di Port Victoria sono la vaniglia, le noci di cocco, l'olio di cocco, gusci di tartaruga, sapone e guano.

## Turismo
Le attrazioni in città includono una torre dell'orologio simile a quella di Vauxhall Bridge a Londra, Inghilterra, il Tribunale, il Giardino Botanico Victoria, il Museo Nazionale Victoria di Storia, il Museo di Storia Naturale Victoria e il Mercato Sir Selwyn Selwyn-Clarke.
La città è anche sede dello stadio Nazionale e di un istituto politecnico, il porto interno è posizionato immediatamente ad est della città, attorno al quale la pesca e la conserva del tonno formano la maggiore industria locale.
Uno dei più grandi ponti di Port Victoria fu distrutto nel terremoto nell'Oceano Indiano del 2004. Port Victoria è servito dall'Aeroporto Internazionale delle Seychelles, completato nel 1971.

## Distretti
Il territorio di Victoria si estende su tre diversi distretti urbani:
- La Rivière Anglaise
- Mont Fleuri
- Saint Louis